# 高武生
高武生（1947年9月—），陕西西安人，中国人民解放军将领、中国人民解放军中将。 
1965年参加中国人民解放军，1969年加入中国共产党。解放军无线电技术学校毕业，大专学历。 
1999年，任南京军区联勤部政委。 
2006年，授予中国人民解放军中将，任南京军区副政治委员兼纪委书记，军区党委常委。 
中国共产党第十七届中央纪律检查委员会委员。